# Châtelblanc
 Châtelblanc  es una comuna y población de Francia, en la región de Franco Condado, departamento de Doubs, en el distrito de Pontarlier y cantón de Mouthe.
Está integrada en la Communauté de communes des Hauts du Doubs .

## Demografía[3]
| 500 | 449 | 470 | 487 | 500 | 531 | 507 | 504 | 511 | 492 | 502 | 418 | 422 | 423 | 403 | 310 | 303 | 279 | 272 | 223 | 197 | 187 | 170 | 146 | 132 | 133 | 140 | 131 | 123 | 114 | 104 | 102 | 100 |
| Para los censos de 1962 a 1999 la población legal corresponde a la población sin duplicidades (Fuente: INSEE [Consultar]) |     |     |     |     |     |     |     |     |     |     |     |     |     |     |     |     |     |     |     |     |     |     |     |     |     |     |     |     |     |     |     |     |